# Hurley (Mississipi)
Hurley és una concentració de població designada pel cens dels Estats Units a l'estat de Mississipi. Segons el cens del 2000 tenia 985 habitants.

## Demografia
Segons el cens del 2000, Hurley tenia 985 habitants, 331 habitatges, i 278 famílies. La densitat de població era de 73,8 habitants per km².
Dels 331 habitatges en un 43,8% hi vivien nens de menys de 18 anys, en un 69,5% hi vivien parelles casades, en un 11,8% dones solteres, i en un 16% no eren unitats familiars. En el 13,9% dels habitatges hi vivien persones soles el 6,9% de les quals corresponia a persones de 65 anys o més que vivien soles. El nombre mitjà de persones vivint en cada habitatge era de 2,96 i el nombre mitjà de persones que vivien en cada família era de 3,27.
Per edats la població es repartia de la següent manera: un 29,2% tenia menys de 18 anys, un 8,4% entre 18 i 24, un 29,2% entre 25 i 44, un 24,2% de 45 a 60 i un 8,9% 65 anys o més.
L'edat mediana era de 35 anys. Per cada 100 dones de 18 o més anys hi havia 89,9 homes.
La renda mediana per habitatge era de 46.042 $ i la renda mediana per família de 50.909 $. Els homes tenien una renda mediana de 51.136 $ mentre que les dones 20.326 $. La renda per capita de la població era de 18.761 $. Entorn del 6,2% de les famílies i el 6,9% de la població estaven per davall del llindar de pobresa.

## Poblacions més properes
El següent diagrama mostra les poblacions més properes.